# (7278) Штоколов
(7278) Штоколов (лат. Shtokolov) — типичный астероид главного пояса, открыт 22 октября 1985 года советским астрономом Людмилой Журавлёвой в Крымской астрофизической обсерватории и 26 июля 2000 года назван в честь советского и российского оперного и камерного певца Бориса Штоколова.

## Обнаружение и именование
(7278) Штоколов
Открыт 22 октября 1985 года в Крымской астрофизической обсерватории Л. В. Журавлёвой.
Борис Тимофеевич Штоколов (р. 1930) — российский певец, актёр и бас-солист Мариинского театра в Санкт-Петербурге.
Оригинальный текст (англ.)7278 Shtokolov
Discovered 1985 Oct. 22 by L. V. Zhuravleva at the Crimean Astrophysical Observatory.
Boris Timofeevich Shtokolov (b. 1930), is a Russian singer, actor and bass soloist for the Mariinskij Theatre in St. Petersburg.
Источники: 20000726/MPCPages.arc; M.P.C. 41028.

## Орбита

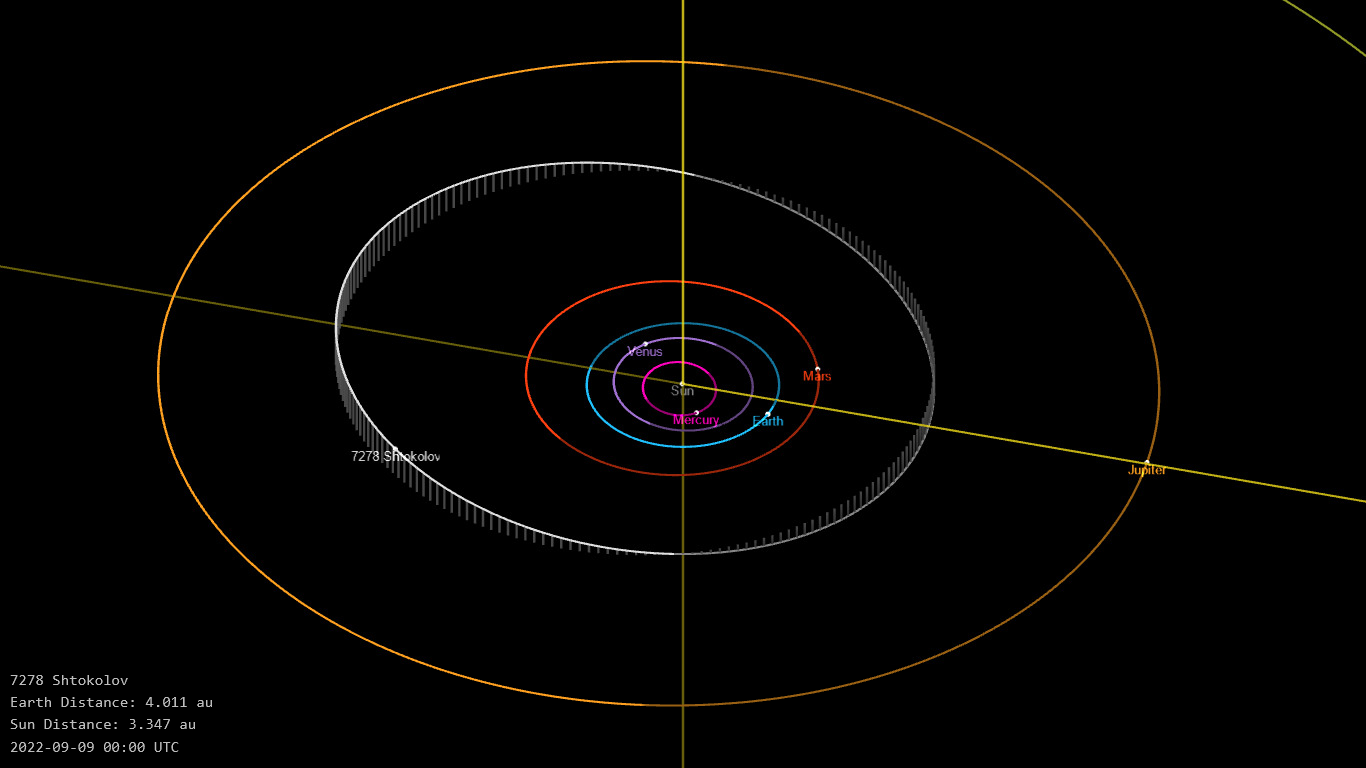
Орбита астероида Штоколов и его положение в Солнечной системе

## Физические характеристики
Астероид относится к таксономическому классу C.
По результатам наблюдений в видимом и ближнем инфракрасном диапазоне космического телескопа NEOWISE и наблюдений в инфракрасном диапазоне спутника Akari диаметр астероида оценивался равным 19,567±0,387 км, 21,83±0,42 км, 22,79±7,03 км, 20,83±5,78 км и 20,22±5,30 км. Согласно тем же источникам альбедо оценивается как 0,0667±0,0137, 0,060±0,002, 0,04±0,05, 0,067±0,014, 0,046±0,034 и 0,037±0,041.